# Sophie Grill
Sophie Grill (* 22. Juni 1999 in Hallein, Salzburg) ist eine österreichische Fallschirmspringerin und ehemalige Skirennläuferin. Sie ist weitgehend auf die Disziplinen Fallschirm-Zielspringen und Para-Ski spezialisiert. Ihre größten Erfolge waren der Gesamtweltcupsieg im Parachute-Ski (Fallschirmspringen und Skifahren) 2022, die fünf Junioren-Weltmeistertitel in den Disziplinen Freefall Style und Fallschirm Zielspringen, welche sie 2022 gewann, österreichische Meisterin im Zielspringen 2024 in Kärnten. Sie hat den Übergang von der Junioren- zur Damenklasse 2024 vorgenommen. Bereits während der Saison konnte sie eine Silbermedaille holen und sich in jedem Wettkampf in den vorderen Rängen platzieren. 
Ihr Triumph in Locarno war zugleich ihr erster Weltcupsieg in der Damenkonkurrenz. Mit einer Gesamtabweichung von 9 cm über acht Runden sicherte sich Grill den Sieg in der Damenwertung und darüber hinaus Bronze im Gesamtweltcup. Einer ihrer größten Erfolge bisher gelang Sophie Grill, Heeressportlerin und Mitglied des HSV Red Bull Salzburg, bei den 5. CISM Military World Winter Games Lucerne (SUI) 2025 in Luzern. Dort gewann sie die Goldmedaille im Parachute-Ski-Bewerb der Damen und setzte sich in der anspruchsvollen Kombination aus Fallschirmspringen und Skifahren gegen starke internationale Konkurrenz durch.

## Karriere
Sophie Grill startete ihre Karriere als Fallschirmsportlerin 2019, im Alter von 20 Jahren, beim Heeressportverein Wals. Davor war sie jahrelang im Salzburger Landeskader als Skirennläuferin in den Schüler- und Jugendklassen als mehrfache Landesmeisterin erfolgreich. Grill besuchte von 2011 bis 2013 die 3. und 4. Klasse der Ski-Hauptschule Schladming und von 2013 bis 2016 die Ski-Hotelfachschule für Tourismus in Bad Hofgastein. 2012 war sie Doppelgewinnerin bei der Internationalen Kids Trophy in Zauchensee. 2015 gewann sie im Super-G bei der Schüler WM in Val dÌsere die Bronze-Medaille und wurde österreichische Schüler-Meisterin mit dem Titel „Komplette Skifahrerin 2015“ und auch österreichische Schülermeisterin im Slalom in Brand / Vorarlberg.
In ihrer ersten Para-Ski Saison 2021/22 konnte sie den ersten Weltmeistertitel gewinnen. Es folgten weitere Juniorenweltmeister titel in der Saison 2022. Bei der im März 2022 stattgefundenen Para-Ski Weltmeisterschaft in St. Johann war sie in der allgemeinen Herren & Damenwertung mit Abstand die schnellste in der Ski-Alpin Wertung. Bei den 18th FAI World Para-Ski Championships 2023 wurde sie Weltmeisterin, mit der Gesamtwertung von 2022/23 in Tschechien, Italien und Österreich, obwohl sie beim letzten Bewerb in Aprica / Italien wegen einer Verletzung nicht antreten konnte. 
In ihrer zweiten Disziplin, dem Fallschirm-Zielspringen, wurde sie 2022 bei der Militär-Weltmeisterschaft in Güssing / Österreich 3-fache Juniorenweltmeisterin. Bei der Zivil-Weltmeisterschaft in Strakonice / Tschechien gewann sie 2 × Gold und 1 × Silber in der Juniorenwertung. 2021 gewann sie in Russland Kemerowo die Bronzemedaille in der Juniorenwertung bei der FAI World Parachuting Championships - Mondial.
Bei der FAI World Para-Ski World-Championships Serie aus 2019 bis 2023 in Tschechien, Italien und Österreich erreichte sie trotz ihrer verletzungsbedingten Abwesenheit beim letzten Bewerb in Aprica (ITA) den Weltmeistertitel.
Stuntkarriere
Grill ist auch als Stuntfrau tätig. Sie ist das Stuntdouble der Hauptdarstellerin Daniela Strobl in der Serie School of Champions. Trotz eines Fußbruchs in der ersten Staffel spielte sie auch in der zweiten Staffel mit.
Seit 2021 ist Grill Heeresleistungssportlerin des Heeressportzentrums. Sie trägt den Dienstgrad Korporal.

## Erfolge im Fallschirmsport
- 1. Platz bei den CISM Military World Winter Games in Lucerne (SUI) 2025[6]
- 1. Platz Parachute-Ski Worldcup Series 2025 - in Sappada, Italien[7]
- 1. Platz Parachute-Ski Worldcup Series 2025 - in Pra Loup, Frankreich[8]
- 1. Platz beim 8. DIPC - Dubai International Parachute Championship 2024
- 3. Platz in der Weltcup-Gesamt-Wertung 2024 im Zielspringen.  Die insgesamt sechsteilige Serie umfasste Stopps in Frankreich, Slowenien, Tschechien, Italien, Österreich (Thalgau) und der Schweiz[9]
- 1. Platz beim Weltcup im Zielspringen 2024 - in Locarno / Schweiz
- 2. Platz beim Weltcup im Zielspringen 2024 - in Strakonice / Tschechien
- Österreichische Meisterin im Zielspringen 2024 - in Feistritz im Rosental[1]
- Weltmeisterin - 18th FAI World Para-Ski Championships 2023
- 1. Platz und Weltcup-Gesamtsieg - Paraski Worldcup Series 2022[10]
- 1. Platz Parachute-Ski Worldcup Series 2022 - in Zelezna Ruda, Czech Republic
- 1. Platz Parachute-Ski Worldcup Series 2022 - in Galio, Italy
- 1. Platz Parachute-Ski Worldcup Series 2022 - in St.Johann/Alpendorf, Austria[11]
- Juniorenweltmeisterin Fallschirm-Zielsprung in Strakonice / Tschechien 2022[12][13]
- Vize-Juniorenweltmeisterin in der Freefall Style Wertung in Strakonice / Tschechien 2022
- Vizeweltmeisterin mit dem Damen Team Austria im „Zielspringen“ in Strakonice / Tschechien 2022
- CISM Juniorenweltmeisterin im Zielsprung 2022[14]
- CISM Juniorenweltmeisterin in der Freefall Style Wertung 2022[15]
- CISM Juniorenweltmeisterin in der Gesamtwertung 2022[16]
- Österreichischer Meister im „Formation Indoor Skydiving 2-Way“ in Wien im März 2022[17][18]
- 3. Platz in der Juniorenklasse bei der World CUP Serie 2022 in Thalgau / Österreich im August 2022[19][20]
- 3. Platz beim World Skydiving Championship in Kemerowo, Sibirien (Russland) August 2021[21][22]